# Pimpla aquensis
Pimpla aquensis är en stekelart som beskrevs av Théobald 1937. Pimpla aquensis ingår i släktet Pimpla och familjen brokparasitsteklar. Inga underarter finns listade i Catalogue of Life.